# Доње Село (Ново Горажде)
Доње Село је насељено мјесто у општини Ново Горажде, Република Српска, БиХ. Према попису становништва из 1991. у насељу је живјело 65 становника.

## Становништво
| Демографија | Демографија | Демографија |
| Година      | Становника  | Становника  |
| ----------- | ----------- | ----------- |
| 1961.       | 74          |             |
| 1971.       | 70          |             |
| 1981.       | 63          |             |
| 1991.       | 65          |             |